# ティナ (ミュージカル)
『ティナ』（Tina: The Tina Turner Musical）は、ティナ・ターナーの音楽を中心に、テネシー州ナットブッシュの質素な生活からロックンロール・スターに変遷する様子を描くジュークボックス・ミュージカル。フィリダ・ロイドが演出、カトリ・ホール、フランク・ケテラー、キース・プリンスが脚本を担当した。2018年4月17日、ロンドンのオールドウィッチ・シアターで初演され、2019年11月7日、ブロードウェイで開幕した。

## 制作過程
2016年12月16日、ティナ・ターナー立ち合いでワークショップが行なわれ、ステージ・エンタテイメントによりティナの半生を題材とした伝記ミュージカルの制作が1年以上前から行なわれていることが発表された。制作チームとしてカトリ・ホール、フランク・ケテラー、キース・プリンスが脚本、フィリダ・ロイドが演出、マーク・トンプソンが装置および衣裳デザイン、アンソニー・ヴァン・ラストが振付、ニコラス・スキルベックが音楽監督を務めた。フランク・ケテラーとキース・プリンスが草稿を執筆し、制作途中でカトリ・ホールが引き継いだ。

## プロダクション
2018年、オールドウィッチ・シアターにて、3月21日からプレビュー公演、4月17日から本公演が上演された。エイドリアン・ウォレンがタイトル・ロールを演じ、ジェニー・フィッツパトリックが一部の公演で交代した。ローレンス・オリヴィエ賞においてミュージカル作品賞を含む3部門にノミネートされた。ウォレンが降板してニケキ・オビ・メレクエ、アイシャ・ジャワンド、エレシャ・ポール・モーゼスが後継した。
2019年3月、ドイツのハンブルクにあるステージ・オペレッテンハウスで開幕した。
2019年、ブロードウェイにあるラント・フォンテイン・シアターにて、10月12日からプレビュー公演、11月7日から本公演が上演された。ウォレンがタイトル・ロールを再演し、フィリダ・ロイドが演出、アンソニー・ヴァン・ラストが振付を担当した。2020年3月12日、コロナウィルスの世界的蔓延により上演中止となり、2021年10月8日に再開した。2022年6月、8月14日でプレビュー公演27回、本公演482回上演ののにちに閉幕することが発表された。
2020年2月9日、オランダのユトレヒトにあるベアトリス・シアターで開幕した。1ヶ月強休演ののち、2021年7月14日に再開した。
2021年9月30日、マドリードにあるテアトロ・コロシアムにてスペイン語版が開幕し、2023年1月8日に閉幕することとなった。
2022年9月11日、ロードアイランド州プロビデンスにあるプロビデンス・パフォーミング・アーツ・センター(PPAC)で北米ツアー公演が開幕し、1年間で40都市で公演することとなっ。
2023年3月、ドイツ・プロダクションはシュトゥットガルトにあるアポロ・シアターに移行することとなった。

## あらすじ

### 第1幕
テネシー州ナットブッシュにて子供時代のアンナ・メイ・ブロックは地元の教会で熱唱するが、母のゼルマはその大声が恥ずかしいと思っている("Nutbush City Limits")。アンナ・メイの両親は不仲で、ゼルマは長女アリーンを連れて出て行き、アンナ・メイは祖母のグラン・ジョージーナに育てられる。
数年後、アンナ・メイはセントルイスに住むゼルマとアリーンに一緒に暮らすことを提案され、グラン・ジョージーナの勧めもありセントルイスに行くことにする("Don't Turn Around")。セントルイスにて、アリーンはアンナ・メイに夜遊びを教え("Shake a Tail Feather")、アイク・ターナーと彼のバンドであるキングス・オブ・リズムと出会う("The Hunter")。ある夜、アンナ・メイはアイクのバンドの舞台に参加して歌い("Matchbox")、演奏は成功してアイクはゼルマにアンナ・メイをバンドに加入させる許可をもらいにいく("It's Gonna Work Out Fine")。
アイクはアンナ・メイが異議を唱えたにもかかわらず「ティナ・ターナー」という芸名を与える。ティナはアイクとの演奏を楽しむ一方、アイクの気性の荒さに気付き("A Fool in Love")、ティナはバンドのメンバーのレイモンドとの恋愛を隠さなければならない("Let's Stay Together")。ツアー公演が成功し、アイクはティナにプロポーズする。ティナは芸名でアイクと同じ姓を名乗っているため夫婦であると誤解されるためである。ティナはレイモンドとの子を妊娠しているにもかかわらずプロポーズを受け入れ、レイモンドはティナの元を離れる("Better Be Good to Me")。ティナは再び妊娠して身重であり、アイクの浮気や暴力にもかかわらず、ティナはアイクとそのバンドと演奏を続ける("I Want to Take You Higher")。アイクのツアー・マネージャーのロンダ・グラムはティナにアイクと別れるようアドバイスするがティナは断る。
フィル・スペクターとレコーディングの契約の話が舞い込むが、ティナのソロと聞きアイクは怒る("River Deep Mountain High")。アイクはティナのソロとしての才能を否定し、口論の中で息子のクレイグを殴ろうとする。ティナが出て行こうとするとアイクは謝罪し許しを請う("Be Tender with Me Baby")。ティナは薬物過剰摂取で病院に運ばれるが、演奏のために病院から連れ出される("Proud Mary")。舞台裏にてティナとアイクは暴力的な喧嘩となり、これをきっかけにティナは逃げ出す。あざや出血のあるティナは金銭を持っておらず、ホテルで芸名を名乗り支払いの約束をして滞在させてもらう("I Don't Wanna Fight")。

### 第2幕
アイクから自由になったティナは、自身のマネージャーとなったロンダの助けでラスベガスで公演を行なう。40歳目前の黒人女性と契約するレコードレーベルはなく、アイクは「アイク&ティナ・レビュー」の全曲の著作権を主張しティナが代表曲を歌えなくし、ティナとロンダは生活に困る("Private Dancer")。キャピトル・レコードにデモ・テープを置きに行くとオーストラリア人の若い音楽プロデューサーでティナのファンのロジャー・デイヴィスと出会う。ロジャーはティナの演奏を聴きにラスベガスに行き("Disco Inferno")、マネージャーに立候補する。ロンダは落胆するが、ティナは何か新しいことを始めたいとし、マネージャーよりも姉妹的にそばにいてほしいと語る("Open Arms")。
ティナはロジャーのレコーディング・セッションのためにロンドンに向かう。そこでドイツの音楽界の重役であるエルヴィン・バッハと出会う。ティナは自分自身を変えたいと思い、ロックへの転向を考えるが、ロジャーのアドバイスとアイクに追いかけられる悪夢に思い悩む("I Can't Stand the Rain")。エルヴィンはティナを慰めようとホテルを訪れ、2人はキスをする。
レコードレーベルでの準備中、ティナはロジャーの指示に反対し、もう誰かの操り人形でいたくないと抗議する。ティナは皆を出て行かせ、自身を落ち着かせるために仏教のマントラを唱える。子供の頃の思い出が蘇り、グラン・ジョージーナがティナを励ます("Tonight")。演奏は成功するが、レコードレーベルは人種の問題で契約を拒まれる。ロジャーはアメリカに戻りツアー公演でティナを売り出す決意をする。エルヴィンはティナに愛を告げロンドンに残るよう願うが、ティナはこれを断る。ティナの新曲の演奏は成功する("What's Love Got to Do with It?")。キャピトル・レコードは契約を申し入れ、ティナは自分自身で契約を受け入れる。
ゼルマの危篤の報を聞き、ティナは病院に駆けつけるとアイクに出くわす。ゼルマは2人の和解を願い、ティナはアイクに謝罪を求めるが、アイクは出て行く。ゼルマとティナは口論となり、そのままゼルマは亡くなる。ティナとアリーンは喪に服す("We Don't Need Another Hero (Thunderdome)")。
ティナはブラジルにて18万人を前にしたコンサートの準備でテンションが上がる。エルヴィンがティナに会いに飛行機でやってくる。2人は和解し、ティナはコンサートのために舞台に向かう("The Best")。

## キャスト
| 役名                                    | ウェスト・エンド (2018年)      | ブロードウェイ (2019年)          | ハンブルク (2019年)                        | ユトレヒト (2020年)              | マドリード (2021年)    | 全米ツアー (2022年)                 |
| --------------------------------------- | ------------------------------ | -------------------------------- | ------------------------------------------ | -------------------------------- | ---------------------- | ----------------------------------- |
| ティナ・ターナー                        | エイドリアン・ウォレン         | エイドリアン・ウォレン           | クリスティーナ・ラヴ                       | ニヤサ・アルバータ               | ケリー・サンコウ       | ナオミ・ロジャース Zurin Villanueva |
| アイク・ターナー                        | コブナ・ホルドブルック・スミス | ダニエル・J・ワッツ              | マンデラ・ウィ・ウィ                       | ジュニオア・マーズ               | ローン・リーノソ       | ギャレット・ターナー                |
| ゼルマ・ブロック                        | マデリン・アパイア             | ドーン・ルイス                   | アディサット・セメネス                     | ノア・ブライデンバーグ           | ジュノ・コト・キング   | ロス・ホワイト                      |
| エルヴィン・バッハ                      | ジェラルド・マッカーシー       | ロス・リカイツ                   | サイモン・メーリッヒ                       | ディーター・スパイラーズ         | オリオル・アングラダ   | マックス・フォールズ                |
| グラン・ジョージーナ                    | ローナ・ゲイル                 | マイラ・ルクレツィア・テイラー   | エイディ・ウルフ                           | ジニーヌ・ラ・ローズ             | アイリーナ・ウィルソン | アン・ネスビー                      |
| ロジャー・デイヴィス                    | ライアン・オドネル             | チャーリー・フランクリン         | ニコラス・ハイバー                         | スティーヴン・ルークス           | ペドロ・マーテル       | ザカリー・フライアー・ハリソン      |
| ロンダ・グラーム                        | フランチェスカ・ジャクソン     | ジェシカ・ラッシュ               | サラ・シューツ                             | リス・ウォルレヴンズ             | アナ・レゲアズ         | ラエル・ヴァン・キューレン          |
| アリーン・ブロック                      | アイーシャ・ジャワンド         | マーズ・ラッカー                 | デニス・ルシア・アキノ                     | ガイア・エイクマン               | アイーシャ・フェイ     | パリス・ルイス                      |
| フィル・スペクター / テリー・ブリットン | トム・ゴッドウィン             | スティーヴン・ブース             | アレックス・ベリンクス                     | ジャスパー・カーホフ             | カルロス・ベイツ       | ジョフリー・キッドウェル            |
| レイモンド・ヒル                        | ネイティ・ジョーンズ           | ジェラルド・ケイザー             | アンソニー・カーティス・カービー           | オウエン・プレイフェア           | イエフリー・ザンダー   | テイラー・A・ブラックマン           |
| リチャード・ブロック                    | ネイティ・ジョーンズ           | デイヴィッド・ジェンキンス       | クリストファー・ワインスタイン・ストーリー | マーロン・デイヴィッド・ヘンリー | ケヴィン・トゥク       | カールトン・テレンス・テイラー      |
| カーペンター / マーティン・ウェア       | ジェイソン・ラングリー         | ロバート・レンジー               | マーロン・ウェマイアー                     | ダニー・ホートクーパー           | ニコ・バウムゲイトナー | クリス・スティーヴンス              |
| クレイグ・ヒル                          | キット・エスルソ               | マシュウ・グリフィン             | マイケル・B・サトラー                      | ジョヴァンニ・ヴァン・ゴーン     | マーコス・オリ         | アンドレ・ハインズ                  |
| ロニー・ターナー                        | ベイカー・ムカサ               | ジャードン・ディション・ミルトン | ディニピリ・エテブ                         | ロレンツォ・コルフ               | ヘンゼル・モイア       | アントニオ・ビヴァリー              |

### 著名な代役
ウェスト・エンド
- ティナ・ターナー: ニケキ・オビ・メレクエ, アイーシャ・ジャワンド, エレシャ・ポール・モーゼズ, クリスティーナ・ラヴ
- アイク・ターナー: アシュリー・ザンガザ, ジャミ―・カソンゴ, ケイレブ・ロバーツ

ブロードウェイ
- ティナ・ターナー: ニケキ・オビ・メレクエ
- アイク・ターナー: ニック・レイシャド・バロウ

## 使用楽曲
| 第1幕 - "Nutbush City Limits" (ティナ・ターナー) - リチャード, ヤング・ティナ, カンパニー - "Don't Turn Around" (アルバート・ハモンド, ダイアン・ウォーレン) - ティナ, グラン・ジョージーナ, カンパニー - シェイク・ア・テイル・フェザー "Shake a Tail Feather" (オーサ・ヘイズ, ヴァリー・ライス, アンドレ・ウィリアムズ) - アリーン, ティナ, アイケッツ, カンパニー - "The Hunter" (ブッカー・T・ジョーンズ, C. ウェルス, アル・ジャクソン・ジュニア, ドナルド・ダック・ダン, スティーヴ・クロッパー) - アイク, ロニー - "Matchbox" (アイク・ターナー) - アイク, ティナ, カンパニー - "It's Gonna Work Out Fine" (ローズ・マリー・マッコイ, シルヴィア・マッキニー) - ゼルマ, アイク, ティナ, アリーン, アイケッツ, カンパニー - "A Fool in Love" (I. Turner) - ティナ, アイケッツ - レッツ・ステイ・トゥゲザー "Let's Stay Together" (アル・グリーン, ウィリー・ミッチェル, ジャクソン) - レイモンド, ティナ - ベター・ビー・グッド・トゥ・ミー "Better Be Good to Me" (ニッキー・チン, マイク・チャップマン, ホリー・ナイト) - ティナ, カンパニー - "I Want to Take You Higher" (スライ・ストーン) - ティナ, アリーン, アイケッツ - "River Deep Mountain High" (フィル・スペクター, ジェフ・バリー, エリー・グレニッチ) - ティナ, カンパニー - "Be Tender with Me Baby" (ハモンド, ナイト) - アイク, ティナ, アリーン, アイケッツ, ロニー,リチャード - プラウド・メアリー "Proud Mary" (ジョン・フォガティ) - ティナ, アイク, アリーン, アイケッツ - "I Don't Wanna Fight" (ルル, ビリー・ロウエリー, スティーヴ・デュバリー) - ティナ, カンパニー | 第2幕 - "Private Dancer" (マーク・ノップラー) - ティナ - "Disco Inferno" (ルロイ・グリーン, ロン・カーシー) - ティナ, カンパニー - "Open Arms" (マーティン・ブラマー, コレット・ヴァン・サーティマ, ベン・バーソン) - ロンダ, ティナ, カンパニー - アイ・キャント・スタンド・ザ・レイン "I Can't Stand the Rain" (アン・ピーブルス, ドン・ブライアント, バーナード・ミラー) - ティナ, アイク, カンパニー - "Tonight" (デヴィッド・ボウイ, イギー・ポップ) - ヤング・ティナ, グラン・ジョージーナ, ティナ, ロジャー - 愛の魔力 "What's Love Got to Do with It?" (テリー・ブリットン, グラハム・ライル) - ティナ, アイケッツ, ロニー, レイモンド - "We Don't Need Another Hero (Thunderdome)" (ブリットン, ライル) - ティナ, カンパニー - "The Best" (チャップマン, ナイト) - ティナ, カンパニー - "Finale: "Nutbush City Limits (Reprise)" (T. ターナー) / Proud Mary (Reprise)" (フォガティ) - カンパニー |

カッコ内は作曲家
ブロードウェイ・プロダクションでは「"The Hunter"」は「"Rocket 88"」に置き換えられ、「"Matchbox"」の後に「"She Made My Blood Run Cold"」が挿入された。

## 受賞歴

### オリジナル・ウェスト・エンド・プロダクション
| 年   | 賞                                           | 部門                           | ノミネート者                   | 結果       |
| ---- | -------------------------------------------- | ------------------------------ | ------------------------------ | ---------- |
| 2018 | Evening Standard Theatre Award               | ミュージカル・パフォーマンス賞 | エイドリアン・ウォレン         | ノミネート |
| 2018 | Evening Standard Theatre Award               | 演出賞                         | フィリダ・ロイド               | ノミネート |
| 2018 | 舞台新人賞                                   | ウェスト・エンド新人賞         | エイドリアン・ウォレン         | ノミネート |
| 2019 | ローレンス・オリヴィエ賞                     | 新作ミュージカル作品賞         | 新作ミュージカル作品賞         | ノミネート |
| 2019 | ローレンス・オリヴィエ賞                     | ミュージカル主演女優賞         | エイドリアン・ウォレン         | ノミネート |
| 2019 | ローレンス・オリヴィエ賞                     | ミュージカル主演男優賞         | コブナ・ホルドブルック・スミス | 受賞       |
| 2019 | ブラック・ブリティッシュ・シアター・アワード | ミュージカル・プロダクション賞 | ミュージカル・プロダクション賞 | ノミネート |
| 2019 | ブラック・ブリティッシュ・シアター・アワード | ミュージカル主演男優賞         | コブナ・ホルドブルック・スミス | ノミネート |
| 2019 | WhatsOnStage Award                           | 新作ミュージカル作品賞         | 新作ミュージカル作品賞         | ノミネート |
| 2019 | WhatsOnStage Award                           | ミュージカル主演女優賞         | エイドリアン・ウォレン         | ノミネート |
| 2019 | WhatsOnStage Award                           | ミュージカル主演男優賞         | コブナ・ホルドブルック・スミス | ノミネート |
| 2019 | WhatsOnStage Award                           | 公演ポスター賞                 | 公演ポスター賞                 | ノミネート |
| 2020 | ブラック・ブリティッシュ・シアター・アワード | ミュージカル作品賞             | ミュージカル作品賞             | ノミネート |
| 2020 | ブラック・ブリティッシュ・シアター・アワード | ミュージカル女優賞             | アイーシャ・ジャワンド         | ノミネート |

### オリジナル・ブロードウェイ・プロダクション
| 年   | 賞                       | 部門                                   | ノミネート者                                         | 結果       |
| ---- | ------------------------ | -------------------------------------- | ---------------------------------------------------- | ---------- |
| 2020 | トニー賞                 | ミュージカル作品賞                     | ミュージカル作品賞                                   | ノミネート |
| 2020 | トニー賞                 | ミュージカル脚本賞                     | カトリ・ホール, フランク・キテラー、キース・プリンス | ノミネート |
| 2020 | トニー賞                 | ミュージカル主演女優賞                 | エイドリアン・ウォレン                               | 受賞       |
| 2020 | トニー賞                 | ミュージカル助演男優賞                 | ダニエル・J・ワッツ                                  | ノミネート |
| 2020 | トニー賞                 | ミュージカル助演女優賞                 | マイラ・ルクレツィア・テイラー                       | ノミネート |
| 2020 | トニー賞                 | ミュージカル演出賞                     | フィリダ・ロイド                                     | ノミネート |
| 2020 | トニー賞                 | 振付賞                                 | アンソニー・ヴァン・ラースト                         | ノミネート |
| 2020 | トニー賞                 | 編曲賞                                 | イーサン・ポップ                                     | ノミネート |
| 2020 | トニー賞                 | ミュージカル装置デザイン賞             | マーク・トンプソン、ジェフ・サグ                     | ノミネート |
| 2020 | トニー賞                 | ミュージカル衣裳デザイン賞             | マーク・トンプソン                                   | ノミネート |
| 2020 | トニー賞                 | ミュージカル照明デザイン賞             | ブルーノ・ポエット                                   | ノミネート |
| 2020 | トニー賞                 | ミュージカル音響デザイン賞             | ネヴィン・スタインバーグ                             | ノミネート |
| 2020 | ドラマ・デスク・アワード | ミュージカル主演女優賞                 | エイドリアン・ウォレン                               | 受賞       |
| 2020 | ドラマ・デスク・アワード | ミュージカル衣裳デザイン賞             | マーク・トンプソン                                   | ノミネート |
| 2020 | ドラマ・デスク・アワード | ミュージカル照明デザイン賞             | ブルーノ・ポエット                                   | ノミネート |
| 2020 | ドラマ・デスク・アワード | ウィッグ・ヘア・デザイン賞             | キャンベル・ヤング・アソシエイツ                     | 受賞       |
| 2020 | ドラマ・リーグ・アワード | ミュージカル・プロダクション賞         | ミュージカル・プロダクション賞                       | ノミネート |
| 2020 | ドラマ・リーグ・アワード | パフォーマンス賞                       | エイドリアン・ウォレン                               | ノミネート |
| 2020 | 海外批評家サークル賞     | 新作ブロードウェイ・ミュージカル作品賞 | 新作ブロードウェイ・ミュージカル作品賞               | Honoree    |
| 2020 | 海外批評家サークル賞     | 振付賞                                 | アンソニー・ヴァン・ラースト                         | Honoree    |
| 2020 | 海外批評家サークル賞     | ミュージカル主演女優賞                 | エイドリアン・ウォレン                               | Honoree    |
| 2020 | 海外批評家サークル賞     | ミュージカル助演賞                     | ダニエル・J・ワッツ                                  | Honoree    |
| 2020 | 海外批評家サークル賞     | 衣裳デザイン賞                         | マーク・トンプソ                                     | Honoree    |